# Estación de Monreal del Campo
Monreal del Campo es una estación ferroviaria con parada facultativa situada en el municipio español homónimo en la provincia de Teruel, comunidad autónoma de Aragón. Cuenta con servicios de media distancia operados por Renfe. 

## Situación ferroviaria
Está situada en el pk 76,3 de la línea 610 de la red ferroviaria española que une Zaragoza con Sagunto por Teruel, entre las estaciones de Torrijo del Campo y de Villafranca del Campo. El kilometraje se corresponde con el histórico trazado entre Calatayud y Valencia tomando la primera como punto de partida. Esta ubicación no es la original, ya que el trazado fue ligeramente modificado y se aprovechó para desplazar la estación 1800 metros al sur, acercándola al núcleo urbano.
El tramo es de vía única y está sin electrificar. La estación está situada a 940,1 metros de altitud.

## Historia
La estación fue puesta en servicio el 1 de abril de 1901 con la apertura del tramo Calatayud-Puerto Escandón de la línea Calatayud-Valencia. Las obras corrieron a cargo de la Compañía del Ferrocarril Central de Aragón. En 1941, con la nacionalización de la red ferroviaria de ancho ibérico, la estación pasó a ser gestionada por RENFE.  
Desde el 31 de diciembre de 2004 Adif es la titular de las instalaciones. En 2008 se cambió la ubicación de la estación a la actual, desplazándose 1,8 kilómetros hacia el sur.

## La estación

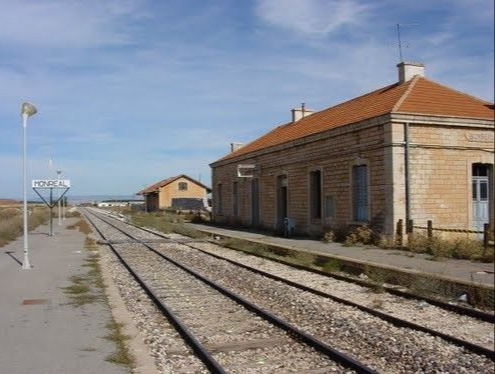
Antigua estación de Monreal del Campo, en 2002.

La estación siguió el mismo modelo de otras de la misma línea ferroviaria del Central de Aragón, adaptando la longitud de la estación a la importancia de la misma. El antiguo edificio es de planta rectangular, de una altura cubierta por techumbre a cuatro aguas. Está realizada en sillería, con los vanos recercados con clave resaltada. Constaba de dos viviendas que se ubican en los extremos de la estación, dejando la parte central para el uso de viajeros. Se cubrían con cielo raso sobre los que se dispone la cubierta de par y nudillo que sustenta el tejado.
En 2008 se acometieron obras para renovar las vías, rectificar el trazado y construir una nueva estación a 1,8 km al sur de la anterior. Se realizaron refugios para pasajeros, pasos subterráneos y adecuación para personas con movilidad reducida. También se varió el esquema de vías que tuvo la vieja estación, pasando a ser una de ellas sin acceso a andén, para uso exclusivo de trenes directos sin parada en la estación. La actuación final consistió en dotar de zonas verdes el entorno.
La única construcción de la nueva estación es una caseta de C.T.C. servida con un generador de corriente. La vieja estación en la zona norte del municipio permanece abandonada y alejada del nuevo trazado. Dispone de aparcamiento con dos plazas para vehículos de usuarios con movilidad reducida.

## Servicios ferroviarios

### Media distancia
En esta estación efectúan parada facultativa el Regional de la serie 596 de Renfe que une Zaragoza con Teruel y los MD que unen Zaragoza con Valencia y Huesca con Valencia, mediante trenes S-599.
| Línea MD | Trenes   | Origen/Destino           |  | Destino/Origen |
| -------- | -------- | ------------------------ |  | -------------- |
| 49       | MD       | Zaragoza-Miraflores      |  | Valencia-Norte |
| 49       | MD       | Huesca Zaragoza-Delicias |  | Valencia-Norte |
| 49       | Regional | Zaragoza-Miraflores      |  | Teruel         |